# Hall Summit
Hall Summit es una villa ubicada en la parroquia de Red River en el estado estadounidense de Luisiana. En el Censo de 2010 tenía una población de 300 habitantes y una densidad poblacional de 69,15 personas por km².

## Geografía
Hall Summit se encuentra ubicada en las coordenadas 32°10′37″N 93°18′18″O / 32.17694, -93.30500. Según la Oficina del Censo de los Estados Unidos, Hall Summit tiene una superficie total de 4.34 km², de la cual 4.33 km² corresponden a tierra firme y (0.12%) 0.01 km² es agua.

## Demografía
Según el censo de 2010, había 300 personas residiendo en Hall Summit. La densidad de población era de 69,15 hab./km². De los 300 habitantes, Hall Summit estaba compuesto por el 84.33% blancos, el 13% eran afroamericanos, el 0.33% eran amerindios, el 0% eran asiáticos, el 0% eran isleños del Pacífico, el 0.33% eran de otras razas y el 2% pertenecían a dos o más razas. Del total de la población el 2.33% eran hispanos o latinos de cualquier raza.